# أبرشية وهران الكاثوليكية
أبرشية وهران الرومانية الكاثوليكية (باللاتينية: Dioecesis Oranensis) هي أبرشية الروم الكاثوليك في المقاطعة الجزائرية بالجزائر.

## تاريخ
25 يوليو 1866: تأسست كأبرشية وهران من أبرشية الجزائر.

## الكنائس الخاصة
مقر الأسقف هو كاتدرائية سانت ماري في وهران.

## شعارات النبالة
أساقفة وهران
1. جان بابتيست - إرينيه كالوت (12 يناير 1867 - 1 نوفمبر 1875)
2. لويس جوزي ماري أنج فيجن (1 مارس 1876 - 27 فبراير 1880)
3. بيير ماري إتيان غوستاف أردين (12 فبراير 1880 - 27 مارس 1884)
4. نويل ماثيو فيكتور ماري غوسيل (10 يناير 1884 - 10 يونيو 1886)
5. جيرود ماري سوبرير (2 مارس 1886 - 24 مارس 1898)
6. جيرود ماري سوبرير (2 مارس 1886 - 24 مارس 1898)
7. بيير فيرمين كابمارتين (19 فبراير 1911 - 25 ديسمبر 1914)
8. كريستوف لويس ليجاسي (6 ديسمبر 1915 - 13 أغسطس 1920)
9. ليون أوغست ماري جوزيف دوراند (11 أكتوبر 1920 - 20 مارس 1945)
10. برتراند لاكاست (29 ديسمبر 1945 - 30 نوفمبر 1972)
11. هنري تيسييه (30 نوفمبر 1972 - 20 ديسمبر 1980)
12. بيير لوسيان كلافيري، النظام الدومينيكي (25 مايو 1981 - 1 أغسطس 1996)
13. ألفونس جورجر (10 يوليو 1998 - 1 ديسمبر 2012)
14. جان بول فيسكو، البروتوكول الاختياري (1 ديسمبر 2012 -)